# Port lotniczy Orlando

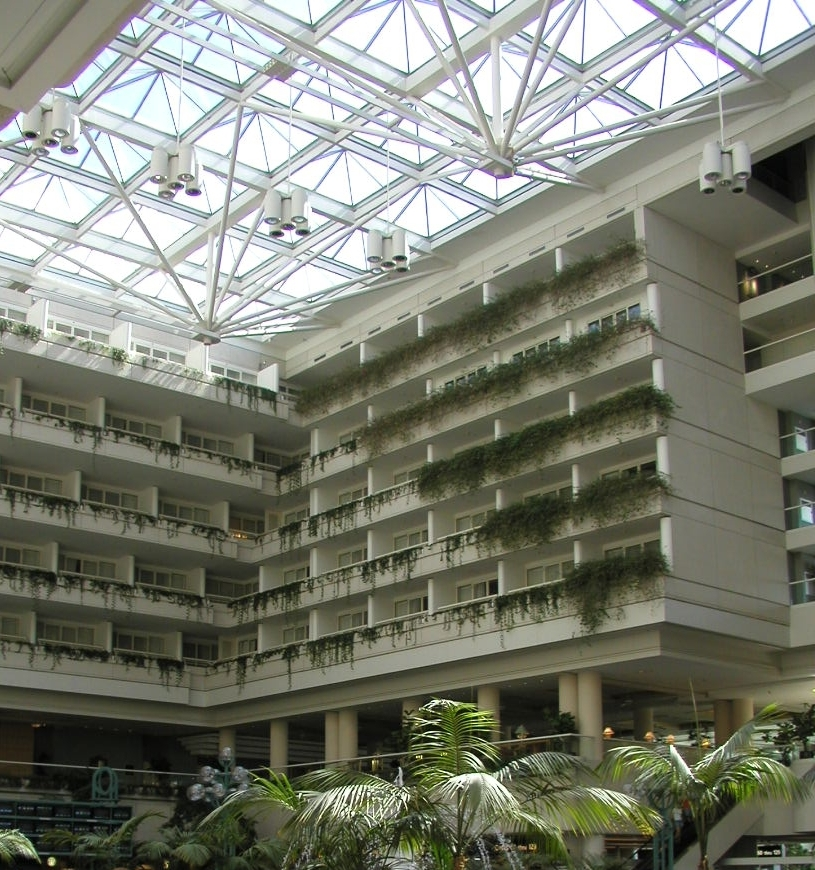
Hotel

Port lotniczy Orlando (Orlando International Airport) – port lotniczy położony koło Orlando, na Florydzie. obsługuje około 30 mln pasażerów rocznie.

## Linie lotnicze i połączenia
Pirsy 1-29
- Aer Lingus (Dublin)
- Air Canada (Montréal, Toronto-Pearson)
- Air France (Paryż, Pointe-à-Pitre) [sezonowo; od 31 lipca]
- Air Jamaica (Montego Bay)
- Air Transat (Montréal, Toronto-Pearson)
- Alaska Airlines (Portland (OR) [do 7 września], Seattle/Tacoma)
- American Airlines (Chicago-O'Hare, Dallas/Fort Worth, Los Angeles, Miami, Nowy Jork-JFK, Nowy Jork-LaGuardia, San Juan (PR), St. Louis)
- Bahamasair (Nassau)
- CanJet (Halifax, Moncton, Montréal) [sezonowo]
- Continental Airlines (Cleveland, Houston-Intercontinental, Newark)
  - Continental Connection obsługiwane przez Gulfstream International Airlines (Freeport, Miami)
  - Continental Express obsługiwane przez ExpressJet Airlines (Houston-Intercontinental)
- Midwest Airlines (Kansas City, Milwaukee)
- Skyservice (Toronto-Pearson, Winnipeg)
- Sun Country Airlines (Minneapolis/St. Paul)
- Sunwing Airlines (Montréal, Ottawa, Sudbury, Toronto-Pearson)
- WestJet (Calgary [sezonowo], Halifax [sezonowo], Hamilton [sezonowo], Montréal [sezonowo], Ottawa [sezonowo], Toronto-Pearson)

Pirsy 100-129
- JetBlue Airways (Aguadilla, Austin, Boston, Buffalo, Burlington (VT), Cancún, Nowy Jork-JFK, Nowy Jork-LaGuardia, Newark, Newburgh, Ponce (PR), Portland (ME), Richmond [od 2 listopada], Rochester (NY) [sezonowo], San Juan (PR), Santo Domingo, Syracuse, Waszyngton-Dulles, White Plains)
- Southwest Airlines (Albany, Albuquerque, Austin, Baltimore/Waszyngton, Birmingham (AL), Buffalo, Chicago-Midway, Cleveland, Columbus (OH), Denver, Detroit, Fort Lauderdale, Fort Myers, Hartford, Houston-Hobby, Indianapolis, Jackson (MS), Kansas City, Las Vegas, Long Island/Islip, Louisville, Manchester (NH), Nashville, Nowy Orlean, Norfolk/Virginia Beach, Filadelfia, Phoenix, Pittsburgh, Providence, Raleigh/Durham, St. Louis, Salt Lake City, San Antonio, Tulsa, Waszyngton-Dulles)

Pirsy 30-59
- Northwest Airlines (Detroit, Flint [sezonowo], Grand Rapids [sezonowo], Indianapolis, Memphis, Minneapolis/St. Paul)
- Spirit Airlines (Atlanta, Atlantic City, Detroit, Fort Lauderdale, Myrtle Beach, San Juan (PR))
- United Airlines (Los Angeles, San Francisco)
  - Ted obsługiwane przez United Airlines (Chicago-O'Hare, Denver, Waszyngton-Dulles)
- US Airways (Bermuda, Charlotte, Las Vegas, Filadelfia, Phoenix, Pittsburgh, Waszyngton-Reagan)
  - US Airways Express obsługiwane przez Air Wisconsin (Waszyngton-Reagan)
  - US Airways Express obsługiwane przez Republic Airlines (Waszyngton-Reagan)

Pirsy 30-99
- Aeroméxico (Meksyk)
- AirTran Airways (Akron/Canton, Atlanta, Baltimore/Waszyngton, Bloomington, Boston, Buffalo, Chicago-Midway, Dallas/Fort Worth, Dayton, Detroit, Flint, Indianapolis, Kansas City, Memphis, Milwaukee, Minneapolis/St. Paul, Moline/Quad Cities, Nowy Jork-LaGuardia, Newburgh, Newport News/Williamsburg, Filadelfia, Pittsburgh, Portland (ME), Richmond, Rochester (NY), St. Louis, San Juan (PR), Waszyngton-Dulles, White Plains)
- British Airways (Londyn-Gatwick)
- Copa Airlines (Panama)
- Delta Air Lines (Atlanta, Boston, Cancún, Cincinnati, Hartford/Springfield, Los Angeles, Meksyk, Nowy Jork-JFK, Nowy Jork-LaGuardia, Salt Lake City)
  - Delta Connection obsługiwane przez Atlantic Southeast Airlines (Birmingham (AL), Huntsville, Knoxville, Lexington, Nassau, Nowy Orlean, Panama City (FL), Pensacola, Raleigh/Durham, Richmond, Tallahassee)
  - Delta Connection obsługiwane przez Chautauqua Airlines (Columbus (OH), Key West, Louisville, Nashville)
  - Delta Connection obsługiwane przez Comair (Birmingham (AL), Huntsville)
- Frontier Airlines (Denver, Nowy Jork-LaGuardia [od 13 grudnia 2018][1])
- Lufthansa (Frankfurt)
- Norwegian Air Shuttle (London–Gatwick, Paris–Charles de Gaulle, Copenhagen, Oslo–Gardermoen, Stockholm–Arlanda)
- Virgin Atlantic Airways (Glasgow-International [sezonowo], Londyn-Gatwick, Manchester (UK))